# Lessing-Gymnasium (Neu-Ulm)
Das Lessing-Gymnasium ist eines von zwei Gymnasien in Neu-Ulm. Die Schule wurde nach dem Schriftsteller Gotthold Ephraim Lessing benannt.

## Beschreibung
Das Lessing-Gymnasium wurde am 3. Oktober 1880 als Königliche Realschule von König Ludwig II gegründet und ist heute eines von fünf vom Landkreis Neu-Ulm getragenen Gymnasien. In einer wechselvollen Geschichte wandelte sich die Schule von einer Oberrealschule zum heute sprachlichen und naturwissenschaftlich-technologischen Gymnasium. Das Lessing-Gymnasium liegt in unmittelbarer Nähe des Donauuferweges in Neu-Ulm, etwa zehn Gehminuten vom historischen Zentrum Ulms entfernt. Als Fremdsprachen können Englisch, Französisch, Latein und Spanisch erlernt werden. In der Unter- und Mittelstufe wird nach der Methodik der „offenen Lernlandschaften“ unterrichtet. Dieses Konzept wird sofern möglich auch in der Oberstufe eingesetzt. Die Schule verfügt über eine offene Ganztagsbetreuung sowie über gebundene Ganztagsklassen.
Im Januar 2016 wurde die Schule als Fairtrade-School ausgezeichnet.
Die Robotik-AG der Schule hat schon mehrfach erfolgreich an Weltmeisterschaften teilgenommen und in den DisziplinenOn Stage und Soccer jährlich vordere Plätze belegt.
2015 konnte eine Gruppe des Lessing-Gymnasiums bei Jugend forscht den Sonderpreis des bayerischen Staatsministers für Bildung und Kultus, Wissenschaft und Kunst nach Neu-Ulm holen. Diesen erhielten sie für den Bau einer Unterarmprothese.

## Schulneubau
Im Juli 2015 beschloss der Neu-Ulmer Kreistag den Neubau des Gymnasiums anstelle einer Sanierung des bestehenden Standorts. Für 41,2 Millionen Euro soll im nördlichen Wiley ein neues Schulgebäude einschließlich neuer Sportstätten erbaut werden. Zusammen mit der 2018 fertiggestellten Mark-Twain-Grundschule soll dieser neue Standort als zweites Neu-Ulmer Schulzentrum fungieren. Im September 2016 setzte die Regierung von Schwaben den Schulneubau auf den Prüfstand, ob dieser tatsächlich wirtschaftlicher als eine Sanierung des alten Standorts sei. Die geplante Fertigstellung des Neubaus bis zum Jahr 2021 sei damit gefährdet. Im November 2016 wurde diese Prüfung mit dem Ergebnis abgeschlossen, dass der Neubau wirtschaftlicher als eine Sanierung und Erweiterung des alten Standortes ist. Damit könne der Neubau im Wiley Nord mit Fördermitteln des Landes Bayern bezuschusst werden. Bis spätestens Januar 2017 musste erst noch das bayerische Kultusministerium über Vorgaben wie G8 oder G9 entscheiden, ehe Bauprogramm und Kosten endgültig festgelegt werden konnten.
Mit den Austrittsbestrebungen der Stadt aus dem Landkreis Neu-Ulm (siehe: Nuxit) geriet das Projekt ins Stocken. Beide Partner vereinbarten, die Planungen für den Schulneubau am vereinbarten Standort voranzutreiben, diese aber vollends dem Landkreis zu übertragen. Sollte es zur Kreisfreiheit Neu-Ulms kommen, werde die Stadt die Planungskosten nachträglich übernehmen. Da die kreisfreie Stadt später für weiterführende Schulen zuständig wäre, müsste sie auch die komplette Finanzierung übernehmen, die nach ersten Schätzungen auf rund 50 Millionen Euro beziffert wird. Darüber hinaus wurde ein Grundstückstausch vereinbart: Die Stadt stellt die Fläche für den Schulneubau im Wiley Nord kostenlos zur Verfügung und erhält als Ausgleich nach der Schuleröffnung die Fläche an der Augsburger Straße, auf dem der Schulaltbau steht. Uneinigkeit herrscht hingegen über eine zweite Fläche im Sportpark Wiley, auf der die Sportanlagen des Gymnasiums  aus Platzgründen separat errichtet werden sollen. Diese Fläche gehört der Stadt Ulm und müsste von der Stadt Neu-Ulm gekauft werden. Der Landkreis fordert, dass die Stadt ihm diese Fläche anschließend kostenlos zur Verfügung stellt. Ein Antrag Ende Juni 2018, die Planungen für den Schulneubau bis zur Entscheidung über den Nuxit ruhen zu lassen, wurde abgelehnt. Stattdessen wurden das Bauprogramm für das Schulgebäude sowie die Gründung einer Lenkungsgruppe mit Vertretern von Stadt und Landkreis beschlossen, sobald alle Grundstücksfragen geklärt seien. Durch weitere Verzögerungen wurde erst im Juli 2022 im Kreistag beschlossen, einen Architektenwettbewerb durchzuführen. Die  geplante Eröffnung der neuen Schule ist nun für 2029 anvisiert. Die Kosten werden auf 125 Millionen Euro geschätzt. Inkludiert sind dabei die Schule, zwei Turnhallen mit je drei Spielflächen, die Sport- und Freiflächen sowie sämtliche Honorare.

## Direktoren
- 1956–1970: Karl Steuerwald

## Bekannte Schüler
- Franz Sperr (1878–1945), Widerstandskämpfer und Monarchist
- Bruno Grosse (1892–1976), Maler
- Achim Wixforth (* 1956), Physiker
- Gerold Noerenberg (* 1957), ehemaliger Oberbürgermeister der Stadt Neu-Ulm
- Ulrich Noethen (* 1959), Schauspieler
- Florian Weiss (* 1976), Radio- und Fernsehmoderator
- Stefan Ilić (* 2002), Fußballspieler (SSV Ulm)[12]